# Consejo de Ideología Islámica
El Consejo de Ideología Islámica (en urdu: اِسلامی نظریاتی کونسل) es un órgano constitucional de Pakistán, responsable para brindar asesoría legal sobre asuntos islámicos al Gobierno y al Parlamento de Pakistán. El órgano fue fundado en 1962, durante la dictadura de Ayub Khan.

## Funciones
El consejo posee las siguientes funciones:
1. Recomendar leyes ajustadas hacia el Corán y al Sunna en el Parlamento y en las Asambleas Provinciales.
2. Asesorar al Parlamento, al Gobierno, al Presidente de Pakistán, o al gobernador sobre cualquier asunto relacionado al Consejo sobre si una ley propuesta es o no es repugnante, ante los mandamientos del Islam.
3. Hacer recomendaciones para ajustar las leyes actuales, en conformidad con los mandamientos islámicos.
4. Recopilar orientación para el Parlamento y las Asambleas Provinciales.

Sin embargo, el gobierno puede promulgar una ley, antes de que cuenten con el asesoramiento del consejo. El consejo también se hace responsable de presentar un informe interino anual, la cual es discutida en el Parlamento  y las Asambleas Provinciales, dentro de seis meses a su recepción. Recientemente, el Consejo fue fuertemente criticado por muchos sectores tradicionalistas, por sus recomendaciones sobre el procedimiento del jula (derecho de la mujer a divorciarse de su marido, bajo el respaldo del Corán).

## Primeros miembros
Anteriormente, el consejo era conocido como Consejo Asesor de Ideología Islámica. Sus primeros nueve miembros fueron:
- Abu Saleh Muhammad Akram, exjuez de la Corte Federal de Pakistán (Presidente)
- Muhammad Sharif, exjuez de la Corte Suprema de Pakistán.[2]
- Mohammad Abdul Ghafoor Hazarvi, teólogo y fundador del partido político Jamiat Ulema-e-Pakistán.
- Mohmmad Akram Khan, fundador del periódico El Azad.

- Abdul Hamid Badayuni, ulema y fundador de la institución islámica Jamiat-Talimat-e-Islamiya.

- Hafiz Kifayat Husain.

- Ishtiaq Hussain Qureshi, historiador y director del Instituto Central de Investigación Islámica.
- Abdul Hashim, director de la Academia Islámica
- Otro miembro de Pakistán Oriental (actual Bangladés).
- Syed Najmul Hassan Kararvi

## Miembros actuales
- Qibla Ayaz                                                          (presidente)
- Arif Hussain Wahidi                                                            (miembro)
- Iftikhar Hussain Naqvi                                                (miembro)
- Abdul Hakeem Akbari                                                               (miembro)
- Pir Fazeel                                                                                 (miembro)
- Qari Abdul Rasheed                                                                 (miembro)
- Syed Muhammad Anwer                                                           (miembro)
- Hafiz Fazal-ur-Rahim                                                                      (miembro)
- Muhammad Raza Khan                                                (miembro)
- Manzoor Hussain Gillani                                      (miembro)
- Muhammad Hanif Jallandhry                                            (miembro)
- Muhammad Raghib Hussain Naeemi                               (miembro)
- Shafiqur Rehman Pasruri                                                (miembro)
- Abul Muzaffar Ghulam Muhammad Sialvi                                 (miembro)
- Ahmed Javed                                                                          (miembro)
- Khurshid Ahmad Nadeem                                                        (miembro)
- Malik Alá Buksh Kalyar                                                         (miembro)
- Pir Rooh-ul-Husnain Mueen                                                          (miembro)
- Farkhanda Zia (miembro)
- Sahibzada Sajid-ur-Rehman                                                        (miembro)

## Pensamiento
- En 2016, el consejo dictaminó que las pruebas de ADN no podían utilizarse como pruebas primarias en los casos de violación, sino como prueba suplementaria.[5][1]
- En 2013, el consejo declaró que la cirugía de reasignación de sexo y la clonación humana son ilegales en el islam, mientras que permitieron la fecundación in vitro, bajo determinadas condiciones. También dijeron que la práctica de grabaciones secretas como evidencia en casos judiciales no deberían ser parte de la política general, pero puede aplicarse en ciertos casos.[6]
- Con respecto a la ley existente que exige una ''aprobación escrita'' de la primera esposa si un hombre desea casarse por segunda vez, el consejo opina que estas leyes están en contra de los principios islámicos, y por lo tanto, debe derogarse. El entonces presidente del consejo Sheerani dijo, "El gobierno tendría que corregir la ley para facilitar la situación de tener más de un matrimonio y bajo el amparo de la Sharia. Instamos al gobierno a formular leyes que cumplan con la Sharia, relacionadas con la nikah, el divorcio, la adulte y la voluntad."[7] A pesar de esta recomendación del consejo, en noviembre de 2017, un tribunal menor en Lahore falló contra un hombre que se volvió a caser sin obtener el permiso de su primera esposa. El tipo fue condenado a seis meses de cárcel y una multa de dos millones de rupias pakistaníes.[8]
- En marzo de 2014, durante una revisión en las leyes de matrimonio, el consejo las declaró antiislámicas. Según el consejo, existen dos etapas de un matrimonioa, el nikah y el rujsati. Mientras el nikah puede realizarse en cualquier edad, el rujsati solo puede realizarse al alcanzar la pubertad, y es responsabilidad de su tutor.[9]
- El 21 de enero de 2015, el consejo dictaminó que divorciarse veces a la vez está en contra de la sunna de Mahoma, ya que se debe dar un período de tiempo, y solicitaron al gobierno que sancionen este acto. También dictaminaron que una mujer mayor de 40 años puede ejercer como jueza.[10]